# 中津川市立付知北小学校
中津川市立付知北小学校（なかつがわしりつ つけちきたしょうがっこう）は、岐阜県中津川市付知町にある公立小学校。

## 学区
- 付知町の一部[1]
  - 1区（下浦・宮の上・上大起・下大起）
  - 2区（上倉屋・中倉屋・下倉屋）
  - 3区（上大門・広島野・向山・寺の下・下大門・大山・あみだ）
  - 4区（山本・藤山・一の宮）
  - 5区（新田・中屋・尾ヶ平）
  - 6区（本町・小栗山・菓子上・桜屋・米屋・学園）

## 沿革
- 1865年（慶応元年） - 護山神社社人宅に私塾護山塾を開設。
- 1872年（明治5年） - 学制公布により付知町字田尻に学校「発蒙塾」、7区、10区にもそれぞれ開校し、3小学校設立。
- 1874年（明治7年） - 学区制の改正により発蒙舎を102番発蒙義校に改称。
- 1876年（明治9年） - 発蒙義校を付知北小学校に改称。
- 1882年（明治15年） - 1区浦地区に浦分教場を設置。
- 1886年（明治19年） - 付知北尋常小学校に改称。
- 1902年（明治35年） - 町内3尋常小学校を統合し、付知尋常高等小学校に改称。校舎ができるまで旧小学校が仮教場となる。
- 1910年（明治43年） - コの字形校舎完成。
- 1935年（昭和10年） - 学園地区に耕道館を建設。
- 1941年（昭和16年） - 国民学校令により付知国民学校に改称。
- 1947年（昭和22年） - 付知町立付知小学校に改称。
- 1953年（昭和28年） - 付知町立北小学校として独立。
- 1954年（昭和29年） - 第1校舎が新築落成。
- 1955年（昭和30年） - コの字形校舎の中舎を第2校舎として移築。
- 1959年（昭和34年） - 北分校を廃止。
- 1984年（昭和59年） - 付知町立付知北小学校と改称。
- 1986年（昭和61年） - 付知北小学校改築工事着工。第1校舎取り壊し。プレハブ校舎仮設置。
- 1987年（昭和62年） - 鉄筋コンクリート造3階建ての新校舎が完成。
- 1988年（昭和63年） - 修学区域変更により6区全域が付知北小学校となる。
- 2005年（平成17年） - 付知町が中津川市に編入されたことで中津川市立付知北小学校に改称。